# يوشيكي
يوشيكي (باليابانية: YOSHIKI) هو موزع موسيقي ومغن مؤلف وشخصية أعمال ومصمم أزياء وملحن ومنتج أسطوانات وعازف بيانو وطبال وشاعر ياباني، ولد في 20 نوفمبر 1965 في تاته ياما في اليابان.

## وصلات خارجية
- الموقع الرسمي
- يوشيكي على موقع IMDb (الإنجليزية)
- يوشيكي على موقع ميوزك برينز (الإنجليزية)
- يوشيكي على موقع أول ميوزيك (الإنجليزية)
- يوشيكي على موقع ديسكوغز (الإنجليزية)
- يوشيكي على موقع ديسكوغز (الإنجليزية)
- يوشيكي على موقع قاعدة بيانات الفيلم (الإنجليزية)